# NGC 6097
NGC 6097 је лентикуларна галаксија у сазвежђу Северна круна која се налази на NGC листи објеката дубоког неба.
Деклинација објекта је + 35° 6' 33" а ректасцензија 16h 14m 26,2s. Привидна величина (магнитуда) објекта NGC 6097 износи 13,9 а фотографска магнитуда 14,8. NGC 6097 је још познат и под ознакама MCG 6-36-7, CGCG 196-11, PGC 57583.